# Gioventù Studentesca
Gioventù Studentesca (abbreviato GS), è un movimento cattolico nato in Italia nel 1954 attraverso l'opera educativa di don Luigi Giussani. Dall'esperienza nascerà poi Comunione e Liberazione.

## Storia
Giussani, allora trentaduenne ed insegnante nella facoltà teologica del seminario di Venegono Inferiore, durante un viaggio in treno ebbe occasione di parlare del Cristianesimo con alcuni ragazzi. Sorpreso dalla loro profonda ignoranza in materia religiosa, chiese ed ottenne dai suoi superiori di lasciare la facoltà teologica per insegnare religione cattolica in una scuola.
Il presbitero giunse così al liceo classico Giovanni Berchet di Milano, ove adottò uno stile vivace e provocatorio, assai diverso dalla semplice ripetizione della dottrina cattolica: per presentare le ragioni della fede citava Leopardi, faceva ascoltare brani di Schubert o Chopin. L'attitudine di Giussani colpì alcuni dei suoi studenti, che cominciarono a vedersi per le riunioni a tema, dette "raggi" e spesso guidate da Giussani stesso, anche al di fuori dell'orario scolastico.
In seguito a questi primi incontri con gli studenti (1954), don Giussani diede vita, insieme a don Francesco Ricci, ad una compagnia di amici che assunse il nome di "Gioventù Studentesca" (GS) e che in breve tempo si diffuse anche al di fuori della diocesi di Milano, ad esempio a Forlì, città dove operava don Ricci. A Forlì, infatti, come ricordato da don Giussani, Gioventù Studentesca compì la sua "prima storica uscita nel settembre del '61 in Campigna". Da Forlì il movimento, attorno al 1965, si estese alla vicina Sansepolcro, dove trovò l'accoglienza del vescovo Abele Conigli.
Don Giussani non intese mai fondare un movimento e volle sempre Gioventù Studentesca nell'alveo dell'Azione Cattolica, ma col passare degli anni divenne sempre più evidente la differenza di stile e di posizione culturale tra Gioventù Studentesca e Azione Cattolica (per esempio, all'epoca l'Azione Cattolica teneva gruppi maschili e femminili separati), cosa che portò a tensioni e polemiche e costò a Giussani un anno di "esilio" negli Stati Uniti.
I primi studenti, ormai adulti ed entrati all'università o nel mondo del lavoro, tentarono in diversi modi di proseguire stabilmente l'esperienza di Gioventù Studentesca, per lo più in forma di circoli culturali, come il Centro Culturale Charles Péguy di Barzanò. Solo alla fine degli anni sessanta i vari tentativi si condensarono nell'unica forma di Comunione e Liberazione.
Nel 1964, nell'ambito dell'esperienza di Gioventù Studentesca, nacquero i Memores Domini.
Nel 1971, quando ancora i responsabili di Gioventù Studentesca e Comunione e Liberazione erano anche ai vertici di Azione Cattolica, da parte di quest'ultima si riconobbe esplicitamente la differenza tra i propri metodi e stili rispetto a quelli dei "ragazzi di don Giussani" che pertanto da allora cominciarono ad agire in modo indipendente.
Nel 1972 un gruppo di giovani "giessini", tra i quali Andrea Riccardi, entrarono in polemica con la formazione e infine ne fuoriuscirono, fondando la Comunità di Sant'Egidio. 
Col consolidarsi di Comunione e Liberazione (ed il riconoscimento pontificio della Fraternità di Comunione e Liberazione) la sigla GS è passata in secondo piano. Il termine Gioventù Studentesca tende quindi a indicare la presenza educativa di Comunione e Liberazione nella scuola superiore. Le sigle GS e CL si riferiscono all'aspetto "movimentistico" (cioè fondato su rapporti di amicizia, senza tessere o iscrizioni) e pertanto non è possibile una stima esatta degli aderenti; una stima per difetto (di almeno 7500 aderenti in Italia) è ottenuta dal numero di presenze agli esercizi spirituali tenuti annualmente a Rimini in occasione del triduo pasquale.
In alcune città italiane il movimento di Gioventù Studentesca è ancora legato all'Azione Cattolica, seppur con metodologie differenti, ed ogni gruppo di Gioventù Studentesca ha delle proprie attività e metodi di relazione con le scuole, spesso messi in comune con i gruppi di altre città durante i campi regionali o nazionali ai quali partecipano i segretari dei gruppi delle zone in questione.